# Aktiengesellschaft
Aktiengesellschaft (IPA: aktsiəngəzεlʃaft; абревиатура AG) е немски термин, означаващ юридическо лице под фо̀рмата на акционерно дружество.
Терминът се използва широко в държави като Германия, Австрия, Швейцария, Дания и други подобни, например швейцарската Nord Stream Aktiengesellschaft (Nord Stream AG).

## Значение на думата
Немската дума „Aktiengesellschaft“ е съставно съществително, образувано от два елемента: „Aktien“, което означава действаща част, дял или акция, и „Gesellschaft“, което означава компания или дружество. В немския език използването на термина „Aktien“ за акции е ограничено само до „Aktiengesellschaften“. Акциите в други видове германски компании (напр. GmbH или кооперация) се наричат „Anteile“ (части, дялове), а не „Aktien“.

## Законодателна база
В Германия правната основа на организационно-правната форма AG е немският Aktiengesetz (съкр. AktG; „закон за акциите“), в Австрия има аналогичен закон. В Швейцарската конфедерация такъв е Obligationenrecht. Тъй като германският търговски закон (§ 19 Handelsgesetzbuch) изисква всички корпорации да посочват своята правна форма в името си, за да информират обществеността за ограниченията на тяхната отговорност, всички германски (изисквани от § 4 Aktiengesetz) и австрийски акционерни дружества включват Aktiengesellschaft или AG като част от тяхното име, често като суфикс, например Aktiengesellschaft Kühnle, Kopp & Kausch, Siemens AG.
В Швейцария „дружество с ограничена отговорност“ (Aktiengesellschaft на немски, société anonyme на френски, società anonima на италиански, societad anonima на романш) е дефинирано в чл. 960 от Code of Obligations (Кодекса на задълженията). Член 950 уточнява, че бизнес наименованието трябва да показва правната форма.

## Уставен капитал
Уставният капитал на AG не може да е по-малко от 50 хил. евро, като в момента на регистрацията трябва да се внесат не по-малко от 25% от тази сума. Тази част от уставния капитал, която внася под формата на собственост или права на собственост, трябва да се внесе в момента на регистрацията в пълен размер.
Уставният капитал на AG е разделен на акции. Минималната цена на акция е 50 евро. При първоначално пласиране стойността им не може да бъде по-малка от номинала.

## Структура
Немските компании с правна форма на AG имат „тризвенна“ структура на управление, включваща общо събрание на акционерите (на немски: Hauptversammlung), надзорен съвет (на немски: Aufsichtsrat) и управителен съвет (на немски: Vorstand).
Общото събрание на акционерите решава най-важните въпроси от дейността на дружеството. Ежегодно е длъжен да оценява работата на членовете на надзорния и управителния съвет.
Надзорният съвет трябва да се състои най-малко от трима души (председател и двама заместници). Надзорният съвет обикновено се състои от представители на акционерите, въпреки че понякога служителите на компанията също могат да бъдат представени в него, в зависимост от размера на компанията. Членовете на надзорния съвет не могат да бъдат едновременно членове на съвета и техни заместници. Основните функции на надзорния съвет са назначаване на членове на съвета, контрол върху тяхната дейност, проверка на документи, касова наличност и счетоводни книги. Проверката от надзорния съвет се извършва както от гледна точка на законосъобразността на дадено действие, така и от гледна точка на неговата целесъобразност. Надзорният съвет определя и възнагражденията на членовете на съвета.
Бордът пряко управлява компанията и представлява нейните интереси. Назначава се от надзорния съвет за срок не повече от 5 години (въпреки че е възможно преизбиране, но за не повече от 5 години). Освен текущото управление, на борда е поверена функцията да свиква годишното събрание на акционерите. Веднъж на тримесечие съветът е длъжен да докладва на надзорния съвет.

## Подобни организационно-правни форми
Еквивалентните термини в други държави са посочени по-долу и означават буквално или „дялова (акционерна) компания/общество“, или „анонимно дружество/общество“.
- Аржентина, Боливия, Коста Рика, Перу, Испания и други испаноговорещи страни – Sociedad Anónima (S.A.);
- Белгия (холандски език), Нидерландия – Naamloze Vennootschap (N.V.);
- Белгия (френски език), Франция – Société Anonyme (S.A.);
- Белорусия – Адкрытае акцыянернае таварыства (ААТ);
- Бразилия – Sociedade Anônima (S.A. или S/A или SA)
- България – Акционерно дружество, произлиза директно от немското AG;
- Гърция – Ανώνυμος Εταιρεία (Anonymos Etaireia) (A.E., но често превеждано като S.A.);
- Дания – Aktieselskab (A/S);
- Естония – Aktsiaselts (AS)
- Италия – Società per Azioni (S.p. A.);
- Казахстан – Акционерлік қоғам (АҚ);
- Латвия – Аксiju sabiedrība (AS);
- Литва – Akcinė bendrovė (AB);
- Малайзия – Berhad (Bhd);
- Норвегия – Aksjeselskap (AS);
- Обединеното кралство и Ирландия (английски) – Public limited company (Plc);
- Обединеното кралство (Уелс) – cymdeithas cyhoeddus cyfyngedig (ccc);
- Полша – Spółka akcyjna (SA);
- Португалия – Sociedade Anónima (S.A.);
- Румъния – Societate pe acțiuni или "Societate anonimă" (S.A.);
- Русия – Акционерное общество (AO);
- Сърбия – Аkcionarsko društvo (a.d.) и deoničarsko društvo (d.d.);
- Словакия – Akciová spoločnosť (a.s.);
- Турция – Anonim Şirket (A.Ş.);
- Украйна – Публічне акціонерне товариство (ПАТ);
- Унгария – Részvénytársaság (Rt);
- Финландия – Osakeyhtiö (OY);
- Хърватия – dioničko društvo (d.d.);
- Чехия – Akciová společnost (a.s.);
- Швеция – Aktiebolag (AB);
- Япония – Kabushiki gaisha (K.K.), първоначално произлиза директно от немското AG (терминът се основава на немския), докато законодателната реформа по време на ръководената от Съединените щати окупация на Япония правят формата подобна на корпоративния закон на Илинойс.

Всички те, повече или по-малко, съответстват на на немското „Aktiengesellschaft“ (Акционерно дружество), но местното законодателство определя някои разлики (например италианското S.p. A. е по-близо до френското S.A., отколкото до немското AG).
В САЩ се използва терминът „публична компания.“ В повечето други страни терминът е S.A. (от фр. société anonyme – анонимно общество).